# Vincennes
Vincennes je město ve Francii v pařížské aglomeraci, které leží jihovýchodně od Paříže v departementu Val-de-Marne v regionu Île-de-France. Město je známé především díky královskému zámku a Vincenneskému lesíku, který však leží na území Paříže. Vincennes má rovněž druhou nejvyšší hustotu obyvatel ve Francii po městě Levallois-Perret.

## Poloha
Obec leží v departementu Val-de-Marne na předměstí Paříže. Centrum Vincennes leží zhruba 8 km východně od centra Paříže. Na východě sousedí s obcí Saint-Mandé, na severu s Montreuil, na západě s Fontenay-sous-Bois a na jihu s Paříží, respektive s Vincenneským lesíkem, který je součástí Paříže.

## Historie
Založení i dějiny města Vincennes jsou úzce spjaty s místním hradem a zámkem. Ve 12. století se král Ludvík VII. rozhodl vytvořit z Vincenneského lesa královskou honitbu a nechal zde vybudovat hrad, který byl postupně přestavěn a rozšířen a stal se ve středověku královskou rezidencí. Králové Filip III. a Filip V. zde měli svatbu a dva králové zde zemřeli (Ludvík X. a Karel IV.). Ve Vincennes pobývali králové i po skončení stoleté války, zejména Ludvík XI., František I. a Jindřich II. V roce 1661 byla ve Vincennes podepsána mírová smlouva mezi Francií a Lotrinskem. Po smrti Ludvíka XIV. v roce 1715 byl zámek Vincennes opuštěn jako královská rezidence a stal se státním vězením, které zde fungovalo do roku 1784.
V 18. století se v zámku usídlily různá průmyslová odvětví jako manufaktura na výrobu porcelánu, fajáns a výroba zbraní. Přilehlá obec Vincennes se stala městem až v roce 1787. Díky stavbě vojenské pevnosti Fort-Neuf (1841) bylo Vincennes posádkovým městem, které mělo v roce 1861 5800 obyvatel.
V roce 1900 byl místní velodrom hlavním místem konání II. olympijských her.
V roce 1929 obec Vincennes ztratila značnou část své rozlohy kvůli připojení Vincenneského lesíka k městu Paříži.
V roce 1969 byla ve městě založena reformní Univerzita Paříž VIII, která však byla v roce 1980 přeložena do Saint-Denis.

## Doprava
Vincennes je s okolím spojeno především pařížským metrem a RER. Na lince 1 jsou zde dvě stanice (Bérault a konečná Château de Vincennes) a linka RER A zde má železniční stanici. Většina autobusových linek vyjíždí od konečné linky 1 včetně linek Noctilien.

## Vývoj počtu obyvatel
Počet obyvatel

## Partnerská města
- Castrop-Rauxel (Německo)
- Lambeth (Spojené království)
- Montigny-le-Tilleul (Belgie)
- Tomar (Portugalsko)
- Vincennes (Indiana USA)